# NGC 2402 NED01
NGC 2402 NED01 est une galaxie elliptique située dans la constellation du Petit Chien. C'est la galaxie située au sud-ouest de la paire de galaxies de NGC 2402. Cette paire de galaxies a été découverte par l'astronome germano-britannique William Herschel en 1784.

## Caractéristiques
Sa vitesse par rapport au fond diffus cosmologique est de 5 499 ± 35 km/s, ce qui correspond à une distance de Hubble de 81,1 ± 5,7 Mpc (∼265 millions d'al).